# Obština Velingrad
Obština Velingrad (bulharsky Община Велинград) je bulharská jednotka územní samosprávy v Pazardžické oblasti. Leží ve středním Bulharsku v Západních Rodopech. Správním střediskem je město Velingrad, kromě něj obština zahrnuje 20 vesnic. Žije zde přes 35 tisíc stálých obyvatel.

## Sídla
| - Ablanica - Alendarova - Birkova - Bozjova - Butreva - Cvetino - Čolakova | - Dolna Dăbeva - Draginovo - Gorna Birkova - Gorna Dăbeva - Graševo - Jundola - Kandovi | - Krăstava - Pašovi - Rochleva - Sveta Petka - Velingrad (sídlo správy) - Vranenci - Vsemirci |

## Sousední obštiny
| Růžice kompasu | Jakoruda | Belovo            | Septemvri | Růžice kompasu |
| Růžice kompasu | Belica   | Sever             | Rakitovo  | Růžice kompasu |
| Růžice kompasu | Belica   | Obština Velingrad | Rakitovo  | Růžice kompasu |
| Růžice kompasu | Belica   | Jih               | Rakitovo  | Růžice kompasu |
| Růžice kompasu |          | Sărnica           | Batak     | Růžice kompasu |

## Obyvatelstvo
V obštině žije 35 730 stálých obyvatel a včetně přechodně hlášených obyvatel 39 645. Podle sčítáni 1. února 2011 bylo národnostní složení následující:
- Bulhaři: 23 645 (79.8 %)
- Romové: 2 141 (7.2 %)
- Turci: 1 223 (4.1 %)
- ostatní: 2 606 (8.8 %)